# Wuhan Open 2015 - Qualificazioni singolare
Le qualificazioni del singolare femminile del Wuhan Open 2015 sono state un torneo di tennis preliminare per accedere alla fase finale della manifestazione. Le vincitrici dell'ultimo turno sono entrate di diritto nel tabellone principale. In caso di ritiro di una o più giocatrici aventi diritto a queste sono subentrati le lucky loser, ossia le giocatrici che hanno perso nell'ultimo turno ma che avevano una classifica più alta rispetto alle altre partecipanti che avevano comunque perso nel turno finale.

## Teste di serie
1. Mona Barthel (primo turno)
2. Lucie Hradecká (primo turno)
3. Ajla Tomljanović (ultimo turno, Lucky loser)
4. Julia Görges (qualificata)
5. Heather Watson (qualificata)
6. Christina McHale (ultimo turno)
7. Johanna Konta (qualificata)
8. Magda Linette (ultimo turno)

1. Ol'ga Govorcova (primo turno, ritirata)
2. Ana Konjuh (ultimo turno)
3. Irina Falconi (ultimo turno)
4. Lauren Davis (qualificata)
5. Danka Kovinić (qualificata)
6. Tímea Babos (qualificata)
7. Julija Putinceva (ultimo turno)
8. Mariana Duque Mariño (qualificata)

## Qualificate
1. Patricia Maria Tig
2. Danka Kovinić
3. Tímea Babos
4. Julia Görges

1. Heather Watson
2. Mariana Duque Mariño
3. Johanna Konta
4. Lauren Davis

### Lucky loser
1. Ajla Tomljanović

## Tabellone

### Legenda
| - Q = Qualificato - WC = Wild card - LL = Lucky loser | - ALT = Alternate - SE = Special Exempt - PR = Protected Ranking | - w/o = Walkover - r = Ritirato - d = Squalificato |

### Sezione 1
|  | Primo turno | Primo turno        | Primo turno        | Primo turno | Primo turno |  |  | Ultimo turno | Ultimo turno       | Ultimo turno       | Ultimo turno | Ultimo turno |  |
|  |             |                    |                    |             |             |  |  |              |                    |                    |              |              |  |
|  | 1           | Mona Barthel       | Mona Barthel       | 4           | 2           |  |  |              |                    |                    |              |              |  |
|  |             | Patricia Maria Tig | Patricia Maria Tig | 6           | 6           |  |  |              | Patricia Maria Tig | Patricia Maria Tig | 6            | 6            |  |
|  | WC          | Xu Yifan           | 2                  | 7           | 0           |  |  | WC           | Xu Yifan           | Xu Yifan           | 2            | 3            |  |
|  | 9           | Ol'ga Govorcova    | 6                  | 5           | 0r          |  |  |              |                    |                    |              |              |  |

### Sezione 2
|  | Primo turno | Primo turno    | Primo turno    | Primo turno | Primo turno |  |  | Ultimo turno | Ultimo turno  | Ultimo turno  | Ultimo turno | Ultimo turno |  |
|  |             |                |                |             |             |  |  |              |               |               |              |              |  |
|  | 2           | Lucie Hradecká | Lucie Hradecká | 65          | 4           |  |  |              |               |               |              |              |  |
|  |             | Wang Yafan     | Wang Yafan     | 7           | 6           |  |  |              | Wang Yafan    | Wang Yafan    | 4            | 64           |  |
|  | WC          | Yang Zhaoxuan  | 6              | 2           | 0           |  |  | 13           | Danka Kovinić | Danka Kovinić | 6            | 7            |  |
|  | 13          | Danka Kovinić  | 1              | 6           | 6           |  |  |              |               |               |              |              |  |

### Sezione 3
|  | Primo turno | Primo turno         | Primo turno       | Primo turno | Primo turno |  |  | Ultimo turno | Ultimo turno     | Ultimo turno | Ultimo turno | Ultimo turno |  |
|  |             |                     |                   |             |             |  |  |              |                  |              |              |              |  |
|  | 3           | Ajla Tomljanović    | 6                 | 3           | 6           |  |  |              |                  |              |              |              |  |
|  |             | Francesca Schiavone | 1                 | 6           | 1           |  |  | 3            | Ajla Tomljanović | 6(1)         | 7            | 2            |  |
|  |             | Andrea Hlaváčková   | Andrea Hlaváčková | 3           | 1           |  |  | 14           | Tímea Babos      | 7            | 62           | 6            |  |
|  | 14          | Tímea Babos         | Tímea Babos       | 6           | 6           |  |  |              |                  |              |              |              |  |

### Sezione 4
|  | Primo turno | Primo turno       | Primo turno       | Primo turno | Primo turno |  |  | Ultimo turno | Ultimo turno | Ultimo turno | Ultimo turno | Ultimo turno |  |
|  |             |                   |                   |             |             |  |  |              |              |              |              |              |  |
|  | 4           | Julia Görges      | Julia Görges      | 6           | 7           |  |  |              |              |              |              |              |  |
|  |             | Sesil Karatančeva | Sesil Karatančeva | 2           | 64          |  |  | 4            | Julia Görges | 3            | 6            | 6            |  |
|  | WC          | Tang Yu           | Tang Yu           | 1           | 0           |  |  | 10           | Ana Konjuh   | 6            | 4            | 4            |  |
|  | 10          | Ana Konjuh        | Ana Konjuh        | 6           | 6           |  |  |              |              |              |              |              |  |

### Sezione 5
|  | Primo turno | Primo turno       | Primo turno       | Primo turno | Primo turno |  |  | Ultimo turno | Ultimo turno     | Ultimo turno     | Ultimo turno | Ultimo turno |  |
|  |             |                   |                   |             |             |  |  |              |                  |                  |              |              |  |
|  | 5           | Heather Watson    | Heather Watson    | 6           | 7           |  |  |              |                  |                  |              |              |  |
|  |             | Jarmila Gajdošová | Jarmila Gajdošová | 1           | 64          |  |  | 5            | Heather Watson   | Heather Watson   | 6            | 6            |  |
|  | WC          | Liu Chang         | Liu Chang         | 1           | 2           |  |  | 15           | Julija Putinceva | Julija Putinceva | 2            | 4            |  |
|  | 15          | Julija Putinceva  | Julija Putinceva  | 6           | 6           |  |  |              |                  |                  |              |              |  |

### Sezione 6
|  | Primo turno | Primo turno          | Primo turno      | Primo turno | Primo turno |  |  | Ultimo turno | Ultimo turno         | Ultimo turno | Ultimo turno | Ultimo turno |  |
|  |             |                      |                  |             |             |  |  |              |                      |              |              |              |  |
|  | 6           | Christina McHale     | Christina McHale | 6           | 6           |  |  |              |                      |              |              |              |  |
|  |             | Alla Kudrjavceva     | Alla Kudrjavceva | 4           | 2           |  |  | 6            | Christina McHale     | 6            | 2            | 2            |  |
|  |             | Casey Dellacqua      | 7                | 6(1)        | 3           |  |  | 16           | Mariana Duque Mariño | 1            | 6            | 6            |  |
|  | 16          | Mariana Duque Mariño | 5                | 7           | 6           |  |  |              |                      |              |              |              |  |

### Sezione 7
|  | Primo turno | Primo turno        | Primo turno        | Primo turno | Primo turno |  |  | Ultimo turno | Ultimo turno  | Ultimo turno  | Ultimo turno | Ultimo turno |  |
|  |             |                    |                    |             |             |  |  |              |               |               |              |              |  |
|  | 7           | Johanna Konta      | Johanna Konta      | 6           | 7           |  |  |              |               |               |              |              |  |
|  | Alt         | Gabriela Dabrowski | Gabriela Dabrowski | 2           | 62          |  |  | 7            | Johanna Konta | Johanna Konta | 6            | 6            |  |
|  |             | Mónica Puig        | 2                  | 7           | 3           |  |  | 11           | Irina Falconi | Irina Falconi | 2            | 1            |  |
|  | 11          | Irina Falconi      | 6                  | 64          | 6           |  |  |              |               |               |              |              |  |

### Sezione 8
|  | Primo turno | Primo turno   | Primo turno   | Primo turno | Primo turno |  |  | Ultimo turno | Ultimo turno  | Ultimo turno  | Ultimo turno | Ultimo turno |  |
|  |             |               |               |             |             |  |  |              |               |               |              |              |  |
|  | 8           | Magda Linette | Magda Linette | 6           | 6           |  |  |              |               |               |              |              |  |
|  |             | Duan Yingying | Duan Yingying | 4           | 2           |  |  | 8            | Magda Linette | Magda Linette | 4            | 64           |  |
|  | Alt         | Han Xinyun    | 7             | 62          | 5           |  |  | 12           | Lauren Davis  | Lauren Davis  | 6            | 7            |  |
|  | 12          | Lauren Davis  | 5             | 7           | 7           |  |  |              |               |               |              |              |  |